# Чемпионат Южной Америки по футболу среди молодёжных команд 2025
Чемпионат Южной Америки по футболу среди молодёжных команд 2025 (исп. CONMEBOL Sudamericano Sub-20 Венесуэла 2025) — 31-й футбольный турнир для молодёжных сборных Южной Америки, который прошёл в Венесуэле с 23 января по 16 февраля 2025 года.
Четыре лучшие команды турнира получили путёвку на молодёжный чемпионат мира 2025 года, который пройдёт в Чили.

## Выборы места проведения турнира
10 апреля 2024 года во время заседания КОНМЕБОЛ Перу было выбрано хозяйкой турнира, после того как Перуанская футбольная федерация подала заявку на проведение чемпионата в марте 2024 года. Однако 13 ноября 2024 года страна была лишена прав на проведение турнира.
15 ноября 2024 года КОНМЕБОЛ подтвердила, что новой страной-хозяйкой чемпионата станет Венесуэла.

## Города и стадионы
Матчи турнира прошли на пяти стадионах.
| Баркисимето            | Баркисимето Валенсия Пуэрто-ла-Крус КаракасЧемпионат Южной Америки по футболу среди молодёжных команд 2025, Венесуэла | Баркисимето Валенсия Пуэрто-ла-Крус КаракасЧемпионат Южной Америки по футболу среди молодёжных команд 2025, Венесуэла |
| ---------------------- | --- | --- |
| Метрополитано де Лара  | Баркисимето Валенсия Пуэрто-ла-Крус КаракасЧемпионат Южной Америки по футболу среди молодёжных команд 2025, Венесуэла | Баркисимето Валенсия Пуэрто-ла-Крус КаракасЧемпионат Южной Америки по футболу среди молодёжных команд 2025, Венесуэла |
| Вместимость: 40 312    | Баркисимето Валенсия Пуэрто-ла-Крус КаракасЧемпионат Южной Америки по футболу среди молодёжных команд 2025, Венесуэла | Баркисимето Валенсия Пуэрто-ла-Крус КаракасЧемпионат Южной Америки по футболу среди молодёжных команд 2025, Венесуэла |
|                        | Баркисимето Валенсия Пуэрто-ла-Крус КаракасЧемпионат Южной Америки по футболу среди молодёжных команд 2025, Венесуэла | Баркисимето Валенсия Пуэрто-ла-Крус КаракасЧемпионат Южной Америки по футболу среди молодёжных команд 2025, Венесуэла |
| Валенсия               | Баркисимето Валенсия Пуэрто-ла-Крус КаракасЧемпионат Южной Америки по футболу среди молодёжных команд 2025, Венесуэла | Баркисимето Валенсия Пуэрто-ла-Крус КаракасЧемпионат Южной Америки по футболу среди молодёжных команд 2025, Венесуэла |
| Мисаэль Дельгадо       | Баркисимето Валенсия Пуэрто-ла-Крус КаракасЧемпионат Южной Америки по футболу среди молодёжных команд 2025, Венесуэла | Баркисимето Валенсия Пуэрто-ла-Крус КаракасЧемпионат Южной Америки по футболу среди молодёжных команд 2025, Венесуэла |
| Вместимость: 10 400    | Баркисимето Валенсия Пуэрто-ла-Крус КаракасЧемпионат Южной Америки по футболу среди молодёжных команд 2025, Венесуэла | Баркисимето Валенсия Пуэрто-ла-Крус КаракасЧемпионат Южной Америки по футболу среди молодёжных команд 2025, Венесуэла |
|                        | Баркисимето Валенсия Пуэрто-ла-Крус КаракасЧемпионат Южной Америки по футболу среди молодёжных команд 2025, Венесуэла | Баркисимето Валенсия Пуэрто-ла-Крус КаракасЧемпионат Южной Америки по футболу среди молодёжных команд 2025, Венесуэла |
| Пуэрто-ла-Крус         | Каракас | Каракас |
| Хосе Антонио Ансоатеги | Брихидо Ириарте | Олимпийский стадион                                                                                                   |
| Вместимость: 37 485    | Вместимость: 10 000                                                                                                   | Вместимость: 24 264                                                                                                   |
|                        | | |

## Первый этап
Первые три команды из каждой группы вышли в финальный этап.
Критерии классификации команд
В случае равенства очков двух или более команд применяются следующие критерии классификации:
1. наибольшее количество очков, набранных в очных встречах между командами;
2. наибольшая разница забитых и пропущенных мячей в очных встречах между командами;
3. наибольшее количество забитых мячей в очных встречах между командами;
4. наибольшая разница забитых и пропущенных мячей во всех групповых матчах;
5. наибольшее количество забитых мячей во всех групповых матчах;
6. наименьшее количество полученных красных карточек;
7. наименьшее количество полученных жёлтых карточек;
8. жеребьёвка.

Время начала матчей дано по времени Венесуэлы (UTC−4).

### Группа A
| Поз | Команда       | И | В | Н | П | МЗ | МП | РМ | О | Квалификация   |
| --- | ------------- | - | - | - | - | -- | -- | -- | - | -------------- |
| 1   | Уругвай       | 4 | 3 | 0 | 1 | 10 | 2  | +8 | 9 | Финальный этап |
| 2   | Парагвай      | 4 | 3 | 0 | 1 | 5  | 8  | −3 | 9 | Финальный этап |
| 3   | Чили          | 4 | 2 | 0 | 2 | 7  | 7  | 0  | 6 | Финальный этап |
| 4   | Венесуэла (Х) | 4 | 2 | 0 | 2 | 6  | 3  | +3 | 6 |                |
| 5   | Перу          | 4 | 0 | 0 | 4 | 3  | 11 | −8 | 0 |                |

| Перу         | 1:2     | Парагвай                          |
| ------------ | ------- | --------------------------------- |
| Гойкочеа 20′ | (отчёт) | - Кмет 26′ (пен.) - Фернандес 72′ |

| Венесуэла     | 1:2     | Чили            |
| ------------- | ------- | --------------- |
| Андраде 45+5′ | (отчёт) | Россель 34′ 40′ |

| Чили      | 1:2     | Уругвай                            |
| --------- | ------- | ---------------------------------- |
| Рамос 16′ | (отчёт) | - Мачадо 8′ - Россель 90+6′ (авт.) |

| Перу | 0:4     | Венесуэла                                                  |
| ---- | ------- | ---------------------------------------------------------- |
|      | (отчёт) | - Тамайо 13′ - Ариас 66′ (авт.) - Родригес 81′ - Вегас 89′ |

| Чили                             | 3:2     | Перу                       |
| -------------------------------- | ------- | -------------------------- |
| - Васкес 12′ - Россель 86′ 90+3′ | (отчёт) | - Сойер 24′ - Гойкочеа 53′ |

| Уругвай                                                             | 6:0     | Парагвай |
| ------------------------------------------------------------------- | ------- | -------- |
| - Северо 14′ - Петит 26′ 31′ - Мачадо 62′ - Круччи 67′ - Барбас 75′ | (отчёт) |          |

| Уругвай                    | 2:0     | Перу |
| -------------------------- | ------- | ---- |
| - Мачадо 6′ - Пасифико 13′ | (отчёт) |      |

| Парагвай     | 1:0     | Венесуэла |
| ------------ | ------- | --------- |
| Альфонсо 42′ | (отчёт) |           |

| Венесуэла          | 1:0     | Уругвай |
| ------------------ | ------- | ------- |
| Андраде 59′ (пен.) | (отчёт) |         |

| Парагвай                    | 2:1     | Чили      |
| --------------------------- | ------- | --------- |
| - Паоли 35′ - А. Агуайо 57′ | (отчёт) | Рамос 69′ |

### Группа B
| Поз | Команда   | И | В | Н | П | МЗ | МП | РМ | О  | Квалификация   |
| --- | --------- | - | - | - | - | -- | -- | -- | -- | -------------- |
| 1   | Колумбия  | 4 | 3 | 1 | 0 | 6  | 3  | +3 | 10 | Финальный этап |
| 2   | Аргентина | 4 | 2 | 2 | 0 | 8  | 1  | +7 | 8  | Финальный этап |
| 3   | Бразилия  | 4 | 2 | 0 | 2 | 5  | 10 | −5 | 6  | Финальный этап |
| 4   | Эквадор   | 4 | 1 | 1 | 2 | 4  | 5  | −1 | 4  |                |
| 5   | Боливия   | 4 | 0 | 0 | 4 | 4  | 8  | −4 | 0  |                |

| Боливия   | 1:2     | Эквадор                   |
| --------- | ------- | ------------------------- |
| Рохас 25′ | (отчёт) | - Арройо 51′ - Обандо 54′ |

| Бразилия | 0:6     | Аргентина                                                                             |
| -------- | ------- | ------------------------------------------------------------------------------------- |
|          | (отчёт) | - Субиабре 6′ - Эчеверри 8′ 54′ - Игор Серроте 11′ (авт.) - Руберто 52′ - Идальго 78′ |

| Боливия      | 1:2     | Бразилия                   |
| ------------ | ------- | -------------------------- |
| Сентелья 47′ | (отчёт) | - Москардо 14′ - Бидон 28′ |

| Аргентина    | 1:1     | Колумбия  |
| ------------ | ------- | --------- |
| Эчеверри 36′ | (отчёт) | Переа 33′ |

| Аргентина    | 1:0     | Боливия |
| ------------ | ------- | ------- |
| Родригес 86′ | (отчёт) |         |

| Колумбия           | 1:0     | Эквадор |
| ------------------ | ------- | ------- |
| Н. Вильярреаль 41′ | (отчёт) |         |

| Колумбия                                          | 3:2     | Боливия                      |
| ------------------------------------------------- | ------- | ---------------------------- |
| - Н. Вильярреаль 2′ - Гонсалес 14′ - Монтаньо 86′ | (отчёт) | - Рохас 60′ - Родригес 90+4′ |

| Эквадор                        | 2:3     | Бразилия                               |
| ------------------------------ | ------- | -------------------------------------- |
| - Обандо 76′ - Паэс 84′ (пен.) | (отчёт) | - Яго 25′ - Дейвид Вашингтон 27′ 45+1′ |

| Бразилия | 0:1     | Колумбия           |
| -------- | ------- | ------------------ |
|          | (отчёт) | Н. Вильярреаль 47′ |

| Эквадор | 0:0     | Аргентина |
| ------- | ------- | --------- |
|         | (отчёт) |           |

## Финальный этап
Позиции команд в финальном этапе определялись по тем же критериям, что и в первом этапе. Из первого этапа перенеслось только количество жёлтых и красных карточек, полученных каждой из команд; результаты очных встреч, сыгранных в первом этапе, для определения позиций в финальном этапе не использовались. На молодёжный чемпионат мира 2025 попали четыре лучшие команды (сборная Чили автоматически квалифицировалась на турнир в качестве страны-хозяйки).
Время начала матчей дано по времени Венесуэлы (UTC−4).
| Поз | Команда      | И | В | Н | П | МЗ | МП | РМ | О  | Квалификация                                           |
| --- | ------------ | - | - | - | - | -- | -- | -- | -- | ------------------------------------------------------ |
| 1   | Бразилия (Ч) | 5 | 4 | 1 | 0 | 9  | 2  | +7 | 13 | Чемпионат мира по футболу среди молодёжных команд 2025 |
| 2   | Аргентина    | 5 | 3 | 1 | 1 | 10 | 8  | +2 | 10 | Чемпионат мира по футболу среди молодёжных команд 2025 |
| 3   | Колумбия     | 5 | 3 | 0 | 2 | 10 | 4  | +6 | 9  | Чемпионат мира по футболу среди молодёжных команд 2025 |
| 4   | Парагвай     | 5 | 3 | 0 | 2 | 7  | 10 | −3 | 9  | Чемпионат мира по футболу среди молодёжных команд 2025 |
| 5   | Уругвай      | 5 | 0 | 1 | 4 | 5  | 10 | −5 | 1  |                                                        |
| 6   | Чили         | 5 | 0 | 1 | 4 | 4  | 11 | −7 | 1  | Чемпионат мира по футболу среди молодёжных команд 2025 |

1. ↑  Сборная Чили автоматически квалифицировалась на чемпионат мира по футболу среди молодёжных команд 2025 в качестве страны-хозяйки.

| Чили        | 1:2     | Аргентина                    |
| ----------- | ------- | ---------------------------- |
| Россель 61′ | (отчёт) | - Субиабре 35′ - Руберто 42′ |

| Уругвай | 0:1     | Бразилия  |
| ------- | ------- | --------- |
|         | (отчёт) | Педро 74′ |

| Колумбия                                   | 4:0     | Парагвай |
| ------------------------------------------ | ------- | -------- |
| - Баррера 14′ - Н. Вильярреаль 31′ 51′ 71′ | (отчёт) |          |

| Колумбия | 0:1     | Бразилия |
| -------- | ------- | -------- |
|          | (отчёт) | Яго 6′   |

| Уругвай                       | 3:4     | Аргентина                              |
| ----------------------------- | ------- | -------------------------------------- |
| - Лавега 60′ 75′ - Круччи 86′ | (отчёт) | - Эчеверри 38′ 45+3′ - Каррисо 52′ 69′ |

| Парагвай                    | 2:1     | Чили     |
| --------------------------- | ------- | -------- |
| - Альфонсо 55′ - Кмет 90+3′ | (отчёт) | Арсе 83′ |

| Парагвай      | 1:3     | Бразилия                              |
| ------------- | ------- | ------------------------------------- |
| А. Агуайо 25′ | (отчёт) | - Прадо 15′ - Райан 17′ - Сантана 78′ |

| Аргентина    | 1:0     | Колумбия |
| ------------ | ------- | -------- |
| Субиабре 86′ | (отчёт) |          |

| Чили      | 1:1     | Уругвай      |
| --------- | ------- | ------------ |
| Роман 65′ | (отчёт) | Родригес 45′ |

| Парагвай  | 1:0     | Уругвай |
| --------- | ------- | ------- |
| Паоли 52′ | (отчёт) |         |

| Колумбия                                       | 3:1     | Чили       |
| ---------------------------------------------- | ------- | ---------- |
| - Переа 30′ - Н. Вильярреаль 50′ - Бенитес 81′ | (отчёт) | Ромеро 38′ |

| Бразилия  | 1:1     | Аргентина           |
| --------- | ------- | ------------------- |
| Райан 78′ | (отчёт) | Эчеверри 40′ (пен.) |

| Уругвай    | 1:3     | Колумбия                                         |
| ---------- | ------- | ------------------------------------------------ |
| Северо 13′ | (отчёт) | - Н. Вильярреаль 6′ - Гонсалес 15′ - Сарабия 39′ |

| Бразилия                                                | 3:0     | Чили |
| ------------------------------------------------------- | ------- | ---- |
| - Дейвид Вашингтон 73′ - Педро 86′ - Рикардо Матиас 88′ | (отчёт) |      |

| Аргентина       | 2:3     | Парагвай                              |
| --------------- | ------- | ------------------------------------- |
| Каррисо 52′ 66′ | (отчёт) | - Кмет 30′ - Кабальеро 47′ - Леон 82′ |

## Победитель
| Победитель молодёжного чемпионата Южной Америки |
| ----------------------------------------------- |
| Бразилия Тринадцатый титул                      |

## Бомбардиры
Примечание: В скобках указано, сколько голов из общего числа забито с пенальти.
8 голов
- Нейсер Вильярреаль

6 голов
- Клаудио Эчеверри (1)

5 голов
- Хуан Россель

4 гола
- Маэр Каррисо

3 гола
- Иан Субиабре
- Дейвид Вашингтон
- Лука Кмет (1)
- Ренсо Мачадо

2 гола
- Агустин Руберто
- Хайро Рохас
- Педро
- Райан
- Яго
- Кервин Андраде (1)
- Кенер Гонсалес
- Анхель Агуайо
- Октавио Альфонсо
- Гадьель Паоли
- Хуан Пабло Гойкочеа
- Эстебан Круччи
- Хоакин Лавега
- Гонсало Петит
- Алехандро Северо
- Эмилиано Рамос
- Альен Обандо

1 гол
- Сантьяго Идальго
- Тео Родригес Пагано
- Патрик Родригес
- Хильмар Сентелья
- Брено Бидон
- Габриэл Москардо
- Густаво Прадо
- Рикардо Матиас
- Алисон Сантана
- Мигель Вегас
- Леандро Родригес
- Бьяннейдер Тамайо
- Хордан Баррера
- Ройнер Бенитес
- Хон Монтаньо
- Оскар Переа
- Карлос Сарабия
- Тьяго Кабальеро
- Диего Леон
- Давид Фернандес
- Басско Сойер
- Херман Барбас
- Патрисио Пасифико
- Хуан Родригес
- Агустин Арсе
- Игнасио Васкес
- Иван Роман
- Патрисио Ромеро
- Кени Арройо
- Кендри Паэс (1)

Автоголы
- Игор Серроте (в матче группы B против  Аргентины)
- Бриан Ариас (в матче группы A против  Венесуэлы)
- Хуан Россель (в матче группы A против  Уругвая)